# Brevipalpus linki
Brevipalpus linki är en spindeldjursart som beskrevs av Baker 1949. Brevipalpus linki ingår i släktet Brevipalpus och familjen Tenuipalpidae. Inga underarter finns listade.